# 東阿勒頗攻勢 (2017年)
2017年東阿勒頗攻勢（阿拉伯语：‎）是敘利亞政府軍於2017年1月17日發起的軍事行動，目的是攻佔伊斯兰国在阿勒颇省的僅餘控制區，阻止土耳其支持的叙利亚反对派在阿勒颇省東部推進，同時控制供應阿勒颇市用水的水源。

## 攻勢
在敘政府軍於2017年2月10日推進至距離巴卜市不到2公里處後，據報土耳其支持的敘反對派在2月11日攻佔巴卜以南的一個具戰略價值的迴旋處，意味敘政府軍無法在不與反對派部隊交戰的情況下繼續向巴卜推進。敘利亞當局為阻止反對派部隊繼續向南深入，決定向Kuweires空軍基地以東的伊斯蘭國控制區進攻，以阻斷反對派南下之路。
2月12日至16日間，敘政府軍攻佔在Kuweires空軍基地東北方的9個村莊，距離伊斯蘭國控制的代爾哈菲爾（Dayr Hafir）鎮不到5公里。
2月21日至25日間，敘軍再收復十餘個村莊，代爾哈菲爾已處於敘軍炮火控制範圍之內。由於伊斯蘭國在代爾哈菲爾可能設置了大量的防禦工事，敘軍不強攻代爾哈菲爾，繞過它繼續向東推進。
在土耳其支持的敘反對派攻佔巴卜後，據守巴卜以南的塔代夫（Tadef）鎮的伊斯蘭國分子已有大部分撤出。2月26日，敘軍進入塔代夫並控制該鎮。隨後敘政府軍與反對派部隊在塔代夫附近爆發衝突。反對派宣稱打死至少22名政府軍士兵。
2月27日，敘政府軍再攻佔數個村莊，到達曼比季的敘利亞民主力量控制區，反對派趁伊斯蘭國撤退，佔領了5個村莊。敘利亞民主力量隨後向曼比季西南和以南的伊斯蘭國分子進攻，攻佔9個村莊。
2月28日，土耳其支持的反對派部隊在Arima附近攻擊敘利亞民主力量，奪取了2個村莊。
3月1日，敘民主力量從伊斯蘭國手上攻佔5個村莊，敘政府軍攻佔1個村莊。敘反對派向曼比季進軍，攻佔3個原由敘民主力量控制的村莊。
3月2日，土耳其方面警告庫爾德族武裝離開曼比季，否則將會進攻他們。3月6日，美國國防部發言人表示美軍已進駐曼比季執行任務，並暗示土耳其不應該對曼比季地區的敘利亞民主力量採取軍事行動。
3月6日，敘政府軍從伊斯蘭國手上收復6個村莊。3月7日，敘政府軍攻佔幼发拉底河西岸al-Khafsa的一個主要抽水站，該抽水站主要負責向阿勒颇市供水，自從伊斯蘭國在多個星期前截斷供水後，阿勒頗市就陷入供水緊張。同日敘軍老虎部隊從伊斯蘭國手上收復另外23個村莊。3月8日敘軍收復另外21個村莊，並控制幼發拉底河另一個抽水站。3月9日敘軍開始進攻吉拉赫（Jirah）空軍基地，但是於3月10日受沙塵暴影響導致攻勢被擊退。

### 進攻代爾哈菲爾
因天氣欠佳，老虎部隊放棄進攻吉拉赫空軍基地，把目標轉移至Kuweires空軍基地以東的村莊。2017年3月13日，敘軍收復Humaymah Al-Kabira村和Humaymah Al-Saghira村，距離代爾哈菲爾不到2公里。3月15日和16日，敘軍收復代爾哈菲爾附近的另外8至9個村莊。
3月17日和18日，敘軍攻佔代爾哈菲爾附近的另外8個村莊和2個小山。到3月20日，敘軍已接近切斷代爾哈菲爾與馬斯卡納（Maskanah）之間的主要道路。
3月21日，敘軍在代爾哈菲爾以南攻佔另外3個村莊。3月23日，敘軍攻佔代爾哈菲爾以東的3個村莊，完全包圍代爾哈菲爾。伊斯蘭國分子在各處佈置大量簡易爆炸裝置後撤離代爾哈菲爾。在城鎮入口的拆彈工作完成大部分後，敘政府軍於3月29日正式進駐代爾哈菲爾。
敘政府軍隨後暫緩在阿勒頗省東部的進攻，以集中兵力應付反對派部隊在哈馬省的新攻勢。哈馬前線回復穩定後，敘軍於2017年5月發動馬斯卡納平原攻勢，再次向吉拉赫空軍基地進攻。